# محمد حنفي الشاذلي

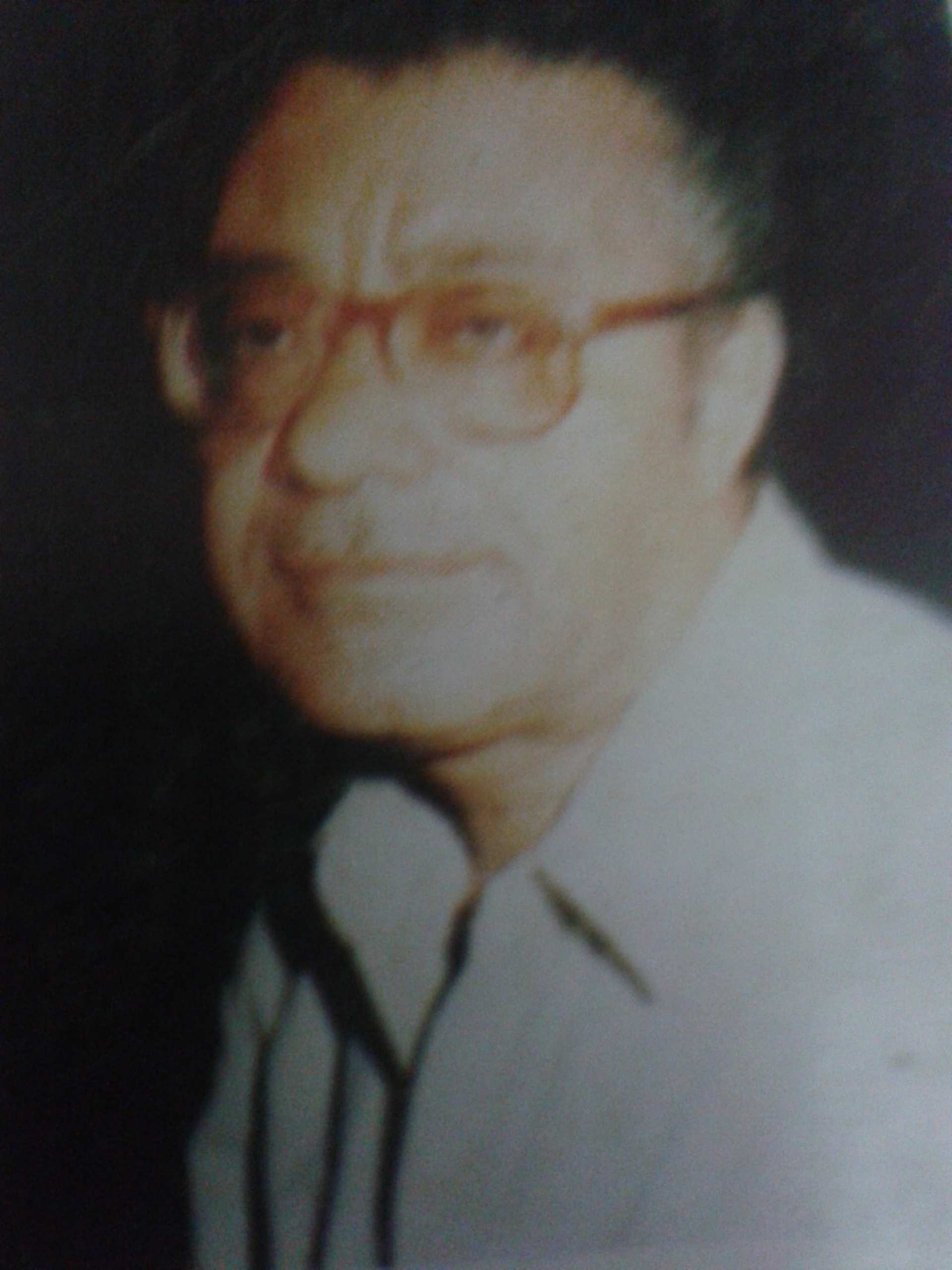
محمد حنفي الشاذلي

محمد حنفي الشاذلي هو أديب مصري.

## مؤهلاته
- ليسانس ألسن إيطالي وفرنسي ولاتيني كلية الألسن، جامعة عين شمس.
- ماجستير في الأدب، جامعة بيروجا الإيطالية.
- إجازة في اللغات الإنجليزية والألمانية والروسية من معاهد مختلفة بالقاهرة.

## من مؤلفاته
1. حبات الثلج (ديوان شعر)
2. فكرة في رأس مؤلف (مسرحية)

## المصدر
- كتابه "حلوة يا حيوانات مصر ((سادسا)) الكلب"